# سینا جهان‌آبادی
سینا جهان‌آبادی (زادهٔ ۹ اردیبهشت ۱۳۵۴ در تهران) موسیقی‌دان، آهنگساز و نوازندهٔ کمانچه، ویولن و ویولا اهل ایران است.

## زندگی و فعالیت هنری
سینا جهان‌آبادی در ۹ اردیبهشت ۱۳۵۴ در تهران متولد شد. او فراگیری موسیقی را با ساز ویولن در مرکز حفظ و اشاعه موسیقی و نزد داوود گنجه‌ای آغاز کرد. در ادامه وارد هنرستان موسیقی تهران شد و ساز کمانچه را برگزید. استادان او در ساز کمانچه کامران داروغه، اردشیر کامکار و علی‌اکبر شکارچی بوده‌اند. جهان‌آبادی مقطع کارشناسی موسیقی را در دانشگاه سوره و کارشناسی ارشد نوازندگی کمانچه را در دانشگاه هنر طی کرده است. او همچنین در زمینهٔ ویلن کلاسیک از ارسلان کامکار و ابراهیم لطفی بهره برده است. او ویلن ایرانی را نیز از استادانی همچون مجتبی میرزاده آموخته است. وی دروس آهنگ‌سازی را نزد هنرمندانی همچون: محسن الهامیان، وارطان ساهاکیان، علیرضا مشایخی و حسین دهلوی گذرانده است.

## فعالیت‌های هنری
از جمله فعالیت‌های هنری سینا جهان‌آبادی می‌توان به موارد زیر اشاره نمود:
حضور در چندین دوره از جشنواره موسیقی فجر، داوری جشنواره موسیقی جوان در بخش تکنوازی کمانچه، اجرا به همراه گروه شهناز به سرپرستی مجید درخشانی و خوانندگی محمدرضا شجریان - تالار بزرگ کشور - ۱۳۸۷ ، عضویت در گروه مستان به سرپرستی پرواز همای - ۲۰۰۸ تا ۲۰۱۰ ، اجرا در فستیوال موسیقی آمستردام - ۲۰۱۴، اجرا و سرپرستی ارکستر در تور استرالیا کنسرت هوای گریه به خوانندگی همایون شجریان - ۲۰۱۶ ، اجرا و سرپرستی ارکستر در تور شهرهای مختلف ایران، کنسرت هوای گریه به خوانندگی همایون شجریان - ۱۳۹۵، نامزد بخش بهترین نوازنده سازهای ایرانی در جشن موسیقی ما - ۱۳۹۳ ، اجرا در کنسرت شهرام ناظری و حسین علیزاده در اروپا - ۱۳۹۰ ، کنسرت به همراه «گروه مولوی» به خوانندگی «شهرام ناظری» در شب نخست از فستیوال موسیقی ققنوس، در افتتاحیه سالن تهران رویال هال٬ هتل اسپیناس پالاس - ۱۳۹۷، حضور در آلبوم‌های موسیقی و موسیقی فیلم‌های مختلف به عنوان نوازندهٔ کمانچه، ویولن، ویولا، آهنگسازی، تنظیم و ناظر ضبط موسیقی.